# La Fiancée du diable
La Fiancée du diable est un film muet français réalisé par Léonce Perret, sorti en 1916.

## Fiche technique
- Titre : La Fiancée du diable'
- Réalisation : Léonce Perret
- Photographie : Georges Specht
- Société de production : Société des Établissements L. Gaumont
- Pays d'origine :  France
- Format : Noir et blanc — 35 mm — 1,33:1 — Muet
- Genre : Film à énigme
- Date de sortie : 
  - France : 8 septembre 1916

## Distribution
- Paul Manson : Cotentin
- Fabienne Fabrèges : Renée de Luçay
- René Cresté : Bernard
- Louis Leubas
- Laurent Morléas